# Mbakaousøen
Mbakaou er en opstemmet sø i Cameroun.

## Beliggenhed
Mbakaousøen ligger i nærheden af byen Tibati , nord for Mbam-Djerem Nationalpark i Adamaoua-regionen. Den får sit vand fra floderne Djérem og Meng. Dæmningen blev færdiggjort i maj 1974.

## Udnyttelse

### Energiproduktion
På grund af de stærke sæsonudsving i vandmængden i Sanagafloden (faktor 10) blev der bygget en kombination af reservoirer i systemet omkring Camerouns største flod. Lac de Mbakaou, Bamendjing- og Mapé-reservoirerne samt andre mindre reservoirer bruges ikke direkte til at generere elektricitet. Den nationale energiproducent Eneo (tidligere AES Sonel) bruger disse reservoirer til at regulere vandgennemstrømningen i Sanaga-floden. Dette vil afbalancere udsvingene i Sanaga-flodens vandføring og optimere elproduktionen fra Edéa- og Song Loulou-kraftværkerne i Sanaga-flodens nedre løb, som leverer den elektricitet, der er nødvendig til produktion af aluminium i regionen. Derudover blev Lom Pangar-kraftværket bygget ved Lomfloden. Dets reservoir kan indeholde op til 6 milliarder m³ vand, men udover sin lagringskapacitet bruges det også til at producere energi.

### Fiskeri
Fiskeri i og omkring søen er et af de vigtigste erhverv i regionen, og det årlige udbytte anslås til omkring 2.500 tons.

## Andet
I 1971 blev der udstedt et frimærke på 100 franc hvor  Mbakaou-dæmningen i Cameroun var motivet.